# Xenorhynchia
Xenorhynchia är ett släkte av tvåvingar. Xenorhynchia ingår i familjen parasitflugor.
Kladogram enligt Catalogue of Life:
| Xenorhynchia | \| \| Xenorhynchia orasus \| \| \| \| \| \| Xenorhynchia peeli \| \| \| \| |
|              | \| \| Xenorhynchia orasus \| \| \| \| \| \| Xenorhynchia peeli \| \| \| \| |
|              | Xenorhynchia orasus                                                        |
|              |                                                                            |
|              | Xenorhynchia peeli                                                         |
|              |                                                                            |